# Ctenoplusia chillagoes
Ctenoplusia chillagoes là một loài bướm đêm trong họ Noctuidae.